# Paweł Paczkowski
Paweł Paczkowski (ur. 14 czerwca 1993 w Świeciu) – polski piłkarz ręczny, prawy rozgrywający, od 2017 zawodnik Motoru Zaporoże, do którego jest wypożyczony z Vive Kielce. Reprezentant Polski, uczestnik mistrzostw świata, zwycięzca Ligi Mistrzów.

## Kariera klubowa
Wychowanek Siódemki Świecie, następnie gracz Wisły Płock, z którą zdobył mistrzostwo Polski (2011). W sezonie 2011/2012 zadebiutował w Lidze Mistrzów (dwie pierwsze bramki w tych rozgrywkach zdobył w przegranym meczu z HSV Hamburg (26:30) w listopadzie 2011). W ciągu trzech sezonów rzucił w barwach płockiego zespołu 28 goli w europejskich pucharach (14 w LM i 14 w Pucharze EHF). Będąc zawodnikiem Wisły doznał dwóch kontuzji, które wykluczyły go z gry na ponad rok (uraz ręki w kwietniu 2013 i uszkodzenie kolana w październiku 2013).
W 2014 podpisał trzyletni kontrakt z Vive Kielce. W tym samym roku został wypożyczony do Dunkerque HGL. We francuskiej ekstraklasie rozegrał 10 meczów i zdobył 11 goli, ponadto zagrał w siedmiu spotkaniach Ligi Mistrzów, w których rzucił sześć bramek. Pod koniec 2014 zerwał więzadła w kolanie, co uniemożliwiło mu występy w 2015. Do gry powrócił w drugiej części sezonu 2015/2016, w którym zdobył wraz z Vive mistrzostwo Polski oraz wygrał Ligę Mistrzów (rzucił pięć goli w trzech meczach fazy grupowej). W sezonie 2016/2017 rzucił w Superlidze 84 bramki w 24 spotkaniach i został wybrany najlepszym bocznym rozgrywającym ligi. Ponadto rozegrał w Lidze Mistrzów 15 meczów i zdobył 27 goli. W marcu 2017 przedłużył kontrakt z kieleckim klubem o dwa lata, zaś w lipcu 2017 podpisał nową umowę obowiązującą do końca czerwca 2021. Latem 2017 został wypożyczony na dwa lata do ukraińskiego Motoru Zaporoże. W sezonie 2017/2018 zdobył z nim mistrzostwo Ukrainy, Puchar Ukrainy i Superpuchar Ukrainy. Ponadto rozegrał 12 meczów w Lidze Mistrzów, w których rzucił 29 bramek. W marcu 2019 na jednym z treningów zerwał więzadło, co wykluczyło go z gry na kilka następnych miesięcy.
W lipcu 2019 zostanie zawodnikiem węgierskiego Veszprém, do którego zostanie wypożyczony z Vive na jeden sezon z opcją przedłużenia o rok.

## Kariera reprezentacyjna
W 2010 uczestniczył w mistrzostwach Europy U-18 w Czarnogórze, w których rozegrał siedem meczów i zdobył 51 goli, zajmując 4. miejsce w klasyfikacji najlepszych strzelców turnieju. W 2011 wziął udział w otwartych mistrzostwach Europy U-19 w Szwecji. W 2012 wystąpił w mistrzostwach Europy U-20 w Turcji, w których rzucił 32 gole.
W reprezentacji Polski zadebiutował 17 czerwca 2012 w wygranym meczu z Litwą (26:22), w którym zdobył jedną bramkę. Znalazł się w szerokiej kadrze na mistrzostwa świata w Hiszpanii (2013); na turniej ostatecznie nie pojechał. W 2017 uczestniczył w mistrzostwach świata we Francji, podczas których zdobył 21 bramek.

## Sukcesy
Wisła Płock
- Mistrzostwo Polski: 2010/2011

Vive Kielce
- Liga Mistrzów: 2015/2016
- Mistrzostwo Polski: 2015/2016, 2016/2017
- Puchar Polski: 2015/2016, 2016/2017

Motor Zaporoże
- Mistrzostwo Ukrainy: 2017/2018
- Puchar Ukrainy: 2017/2018
- Superpuchar Ukrainy: 2017

Indywidualne
- 4. miejsce w klasyfikacji najlepszych strzelców mistrzostw Europy U-18 w Czarnogórze w 2010 (51 bramek)[12]
- Najlepszy boczny rozgrywający Superligi w sezonie 2016/2017 (Vive Kielce)[8]